# سليمان كامارا
سليماني كامارا (بالفرنسية: Souleymane Camara)‏ من مواليد 22 ديسمبر 1982 لاعب كرة قدم سنغالي.
و قد لعب مع منتخب السنغال لكرة القدم.

## روابط خارجية
- سليمان كامارا على موقع رابطة كرة القدم الفرنسية للمحترفين (الإنجليزية)
- سليمان كامارا على موقع قاعدة بيانات كرة القدم.إي يو (الإنجليزية)
- سليمان كامارا على موقع ليكيب (الفرنسية)
- سليمان كامارا على موقع ناشيونال فوتبول تيمز (الإنجليزية)
- سليمان كامارا على موقع Soccerway.com (الإنجليزية)
- سليمان كامارا على موقع كووورة
- سليمان كامارا على موقع AS.com (الإسبانية)